# Lithocarpus

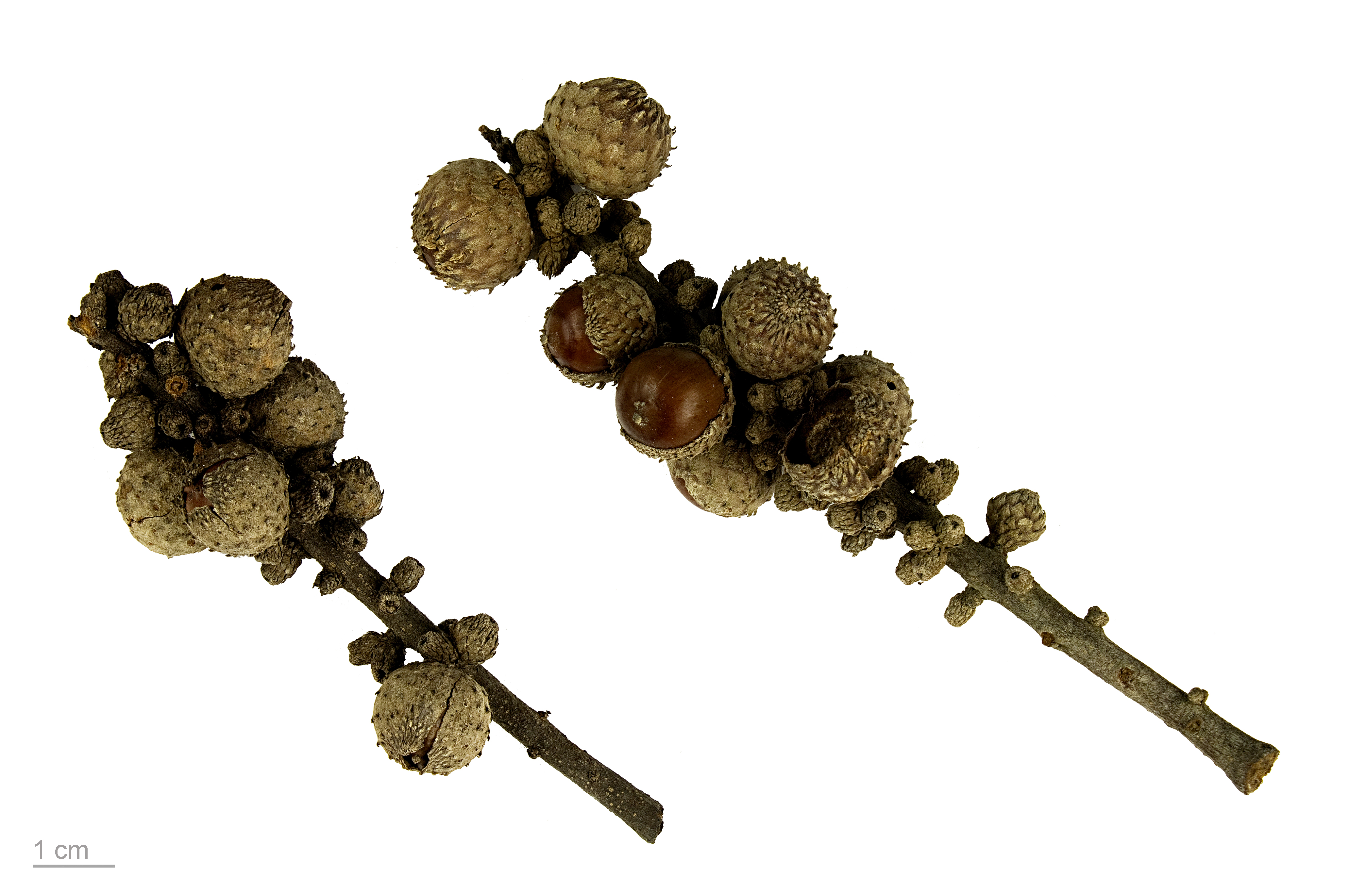
Lithocarpus sp. - MHNT

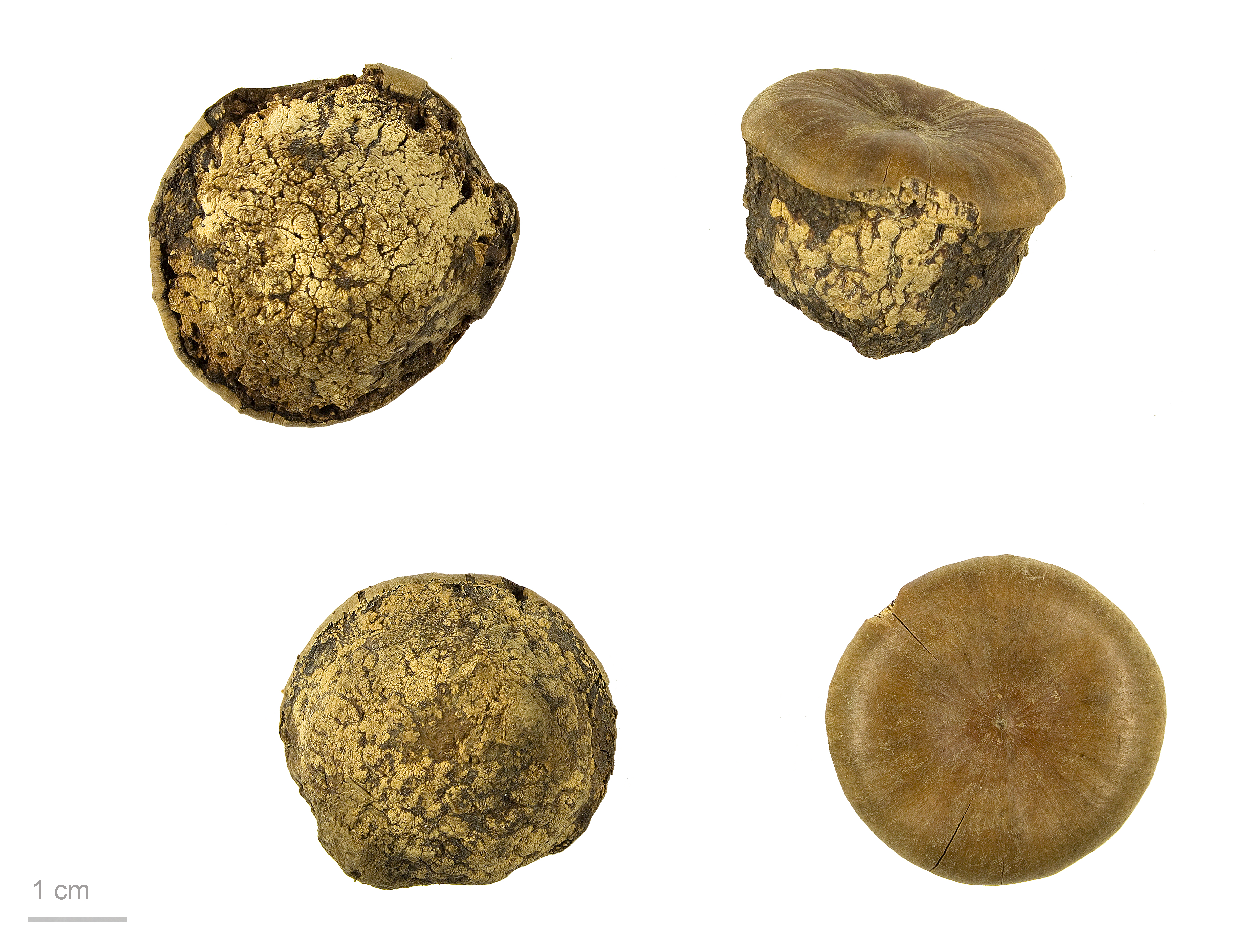
Lithocarpus sp. - MHNT

Lithocarpus é um género botânico pertencente à família Fagaceae.

## Espécies
- Lithocarpus cleistocarpus
- Lithocarpus densiflorus
- Lithocarpus edulis
- Lithocarpus glaber
- Lithocarpus henryi
- Lithocarpus pachyphyllus